# Muret
|  | Per a altres significats, vegeu «Muret (desambiguació)». |

Muret (Murèth en occità Muret en francès i antigament Murell) és un municipi a França, situat al departament de l'Alta Garona, a Occitània, a una vintena de quilòmetres al sud de Tolosa. L'any 2008 tenia 23.297 habitants.
Muret és un lloc destacat en la història de Catalunya, ja que el 12 de setembre del 1213 hi tingué lloc la batalla de Muret, en què morí el rei català Pere el Catòlic, pare de Jaume I, lluitant contra els francesos de Simó de Montfort, fet que va posar fi a l'expansió per Occitània dels monarques catalans.

## Urbanisme
A 1 de gener del 2024, Muret fou catalogat com a nucli urbà intermedi, segons la nova quadrícula de densitat municipal de set nivells definida per l'INSEE l'any 2022. Pertany a la unitat urbana de Tolosa, una aglomeració interdepartamental que agrupa 81 municipis, de la qual és un municipi més suburbà. Part de la zona de captació de Tolosa, del qual és un municipi de la corona. Aquesta zona, que agrupa 527 municipis, es classifica en àrees de 700.000 habitants o més (excloent París).

### Ocupació dels sols

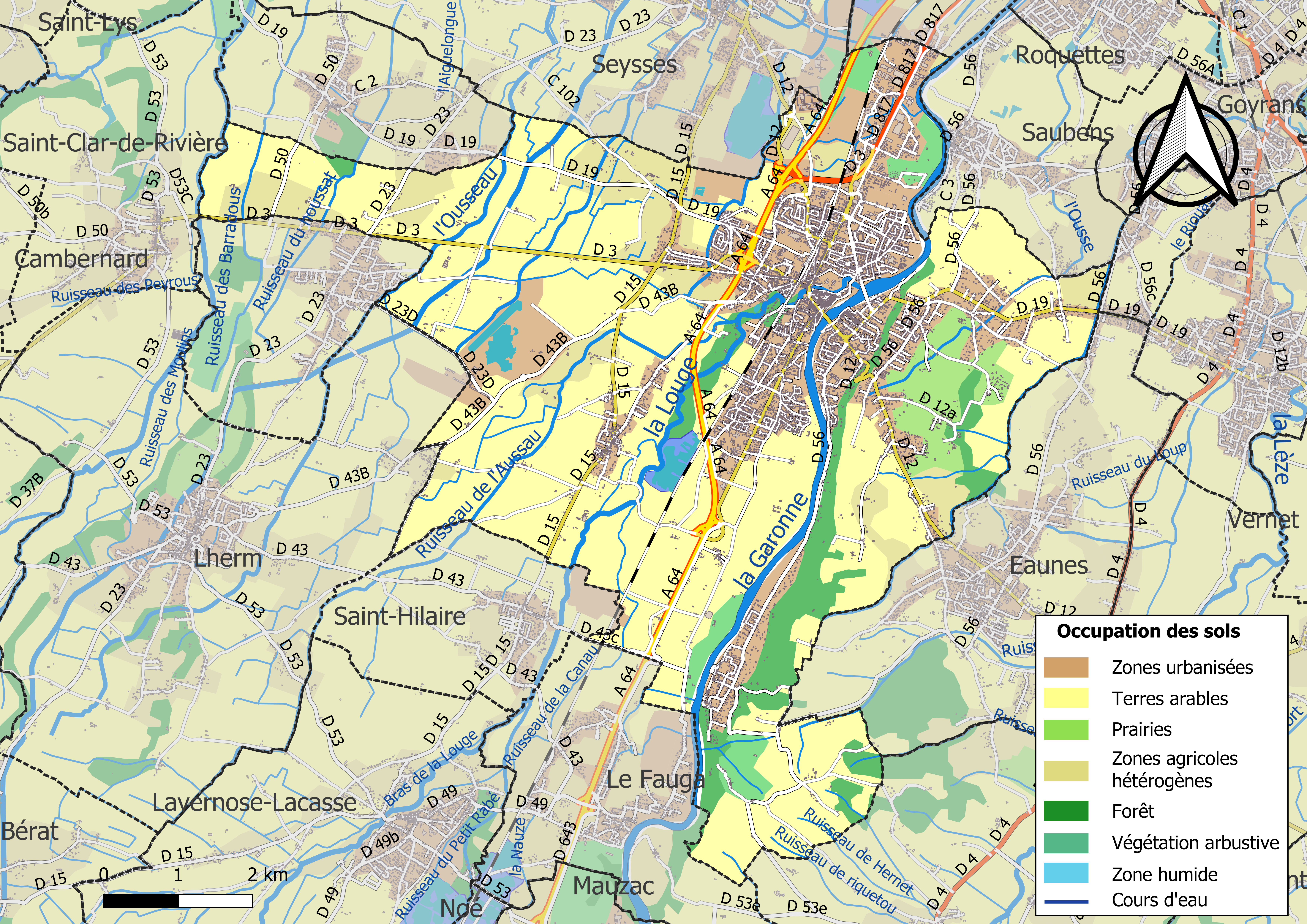
Mapa d'infraestructures i usos del sòl del municipi l'any 2018(CLC).

L'ús del sòl del municipi, tal com es desprèn de la base de dades biofísica europea d'usos del sòl CORINE Land Cover (CLC), està marcat per la importància dels territoris agraris (63,9% el 2018), a la baixa respecte al 1990 (68,8%). La distribució detallada de l'any 2018 és la següent: terres de conreu (52,1%), zones urbanitzades (17,2%), zones agrícoles heterogènies (9,5%), boscos (6,6%), zones industrials o comercials i xarxes de comunicació (4%), espais verds artificials, no agrícoles (2,5%), entorns amb arbust i/o herbàcia (2,5%), aigües continentals (2,4%), praderies (2,3%), mines, abocadors i obres de construcció (0,9%). L'evolució de l'ús del sòl del municipi i les seves infraestructures es pot observar en les diferents representacions cartogràfiques del territori: la Carta Cassini (segle XVIII), la Carta de l'estat major (1820-1866) i els mapes o fotografies aèries de l'IGN de l'època actual (des del 1950).

### Allotjaments
L'any 2014 el nombre total d'habitatges al municipi era d'11.904, mentre que l'any 2009 era de 10.745.
D'aquests habitatges, el 91,3% eren habitatges principals, el 0,7% habitatges secundaris i el 8% habitatges buits. El 53,8% d'aquests habitatges eren habitatges individuals i el 45,9% apartaments.
La proporció d'habitatges principals propietat dels seus ocupants va ser del 49,2%, més que l'any 2009 (46,1%). La quota d'habitatges llogats buits d'HLM va ser del 19,6% l'any 2014, menys que l'any 2009 (24%), el seu nombre va passar de 2.405 a 2.126.

### Projectes de desenvolupament
Porte des Pyrénées un projecte de centre d'activitats diverses situat al sud de la ciutat sobre diverses hectàrees així com un nou col·legi.

### Riscos naturals i tecnològics
El municipi es troba en zona inundable, a causa del pas de la Garona i alguns dels seus afluents (Louge, ruisseau de l'Aussau, etc.) pel municipi. També hi ha un risc important de moviments del sòl, contracció-inflació dels sòls argilosos, així com un risc molt baix de terratrèmols (1/5).

## Ciutats agermanades
- Montsó